# スーパーチャイニーズワールド
『スーパーチャイニーズワールド』は、1991年12月28日に日本のカルチャーブレーンから発売されたスーパーファミコン用アクションロールプレイングゲーム。北米では1992年に『Super Ninja Boy』のタイトルで発売された。
同社の『スーパーチャイニーズシリーズ』の第4作目であり、『スーパーチャイニーズワールドシリーズ』の第一作目となる。主人公であるジャックおよびリュウを操作し、チャイニーズワールドの平和を維持するために戦う事を目的としている。システム上ではファミリーコンピュータ用ソフト『スーパーチャイニーズ3』（1991年）と同じだが、ハードの変更によりグラフィックや演出などが強化された他、前作までにおけるエンカウント率の高さが解消された。
開発はカルチャーブレーンが行い、プロデューサーおよびディレクターは『スーパーチャイニーズ3』を手掛けた阿迦手観屋夢之助、音楽はファミリーコンピュータ用ソフト『アラビアンドリーム シェラザード』（1987年）を手掛けた沢彰記が担当している。

## ストーリー
ある日、宇宙平和使節団のDr.パキンがチャイニーズランドにやってきた。

## 登場キャラクター

### 主要キャラクター
ジャック
1Pキャラクター。『スーパーチャイニーズ3』と同様に衣装が忍者風になっている。
リュウ
2Pキャラクター。
珍の始皇帝
チャイニーズランドの君主。
ボク珍殿下
チャイニーズランドの帝都ヨウカンの皇子。

### その他キャラクター
ノセタラダマス
ヨーカンの都の南にある家に住んでいる予言者。
元涯
『飛龍の拳』シリーズにも登場している、テンカイモンにある少林寺の館主。
龍飛
『飛龍の拳』シリーズの主人公。ストーリー後半ではジャック達と対決する。
ハヤト、ミンミン、ワイラー、昇龍
『飛龍の拳』シリーズに登場する龍戦士達。テンカイモンで修業をしている。
エドコーモン
オーエドシティに住む、時代劇のドラマに出る事が夢な老人。
タマ姫
エドコーモンの息子、タマ殿下がグレートヤン鬼によって女性化した姿。
ジュリエット姫
フェアリーランドの妖精王の娘。ヘルビレッジのロミオ王とサターン計画を進めていたが、妖精王により反対されている。
妖精王
フェアリーランドの王。ロミオ王の変貌ぶりを理由にサターン計画に反対し、シェーキスピアの塔に立てこもっている。
ボヨヨン人魚姫
ヘルビレッジへ行く途中にある洞窟に住んでおり、勝負して勝つと幻惑の術を伝授する。
カシム
『アラビアンドリーム シェラザード』の主人公。
ロミオ王
ヘルビレッジの王。テッキーン将軍に捕まっていた。
ラーマ王子
アステーカの王子。自己紹介時に自分の名前と「ラーママーガリン」をかけたギャグを飛ばす。
タラリーマン
アステーカの近くに住む賢者。
タマランチ会長
ウルベータウンの住民で、ジャックとリュウを運動会が開催できない原因として嫌っている。

### ギンガ軍団
Dr.ピキン
『スーパーチャイニーズ3』（1991年）、『スーパーチャイニーズランド2』（1991年）にも登場した悪役で、ギンガ超闘士驀進隊を率いる今作品の最終ボス。宇宙平和使節団の代表・Dr.パキンに変装していた。
グレートヤン鬼
オーエドシティ近くのフジヤマ火山にいる、オーエドシティの男性を女性化した犯人。
テッキーン将軍
ロミオ王に化け、サターン計画でおならを送ろうとしていた。
ムネヤケ将軍
鮫の外見をしている。ナーギをよみがえらせた張本人。
スポコーン将軍
ジャックとリュウの偽物を使い、ウルベータウンを滅茶苦茶にした犯人。
ギンガラマオー
ギンガ軍団の大元帥。この作品ではジャック達とは戦わずにパンドラの箱と7つのオーラボールを奪い、そのまま去って行った。

## 移植版
| No. | タイトル                             | 発売日        | 対応機種        | 開発元              | 発売元                      | メディア                              | 型式 | 備考 | Ref.        |
| --- | ------------------------------------ | ------------- | --------------- | ------------------- | --------------------------- | ------------------------------------- | ---- | ---- | ----------- |
| 1   | スーパーチャイニーズワールド         | 2014年10月1日 | Wii U           | カルチャー ブレーン | カルチャー ブレーンエクセル | ダウンロード （バーチャルコンソール） | -    |      | [ 2 ]       |
| 2   | スーパーファミコン Nintendo Classics | 2025年1月24日 | Nintendo Switch | 任天堂              | 任天堂                      | ダウンロード                          | -    |      | [ 3 ] [ 4 ] |

## スタッフ
- ディレクター：阿迦手観屋夢之助
- シナリオ：さとうけんたろう
- シナリオアシスタント：あけみねまさみ
- プログラム：たちばなあきら
- アシスタントプログラム：なんばらゆずる、きたじょうかずや
- グラフィック・デザイン：ひだかたくみ
- キャラクター・デザイン：しいなつかさ、かわはらひとみ、ましばけいこ
- 音楽：みやびえいじ（沢彰記）
- 効果音：いぬいまさむね
- サウンド・プログラム：DAVID E やまもと
- プロデュース：阿迦手観屋夢之助

## 評価
ゲーム誌『ファミコン通信』の「クロスレビュー」では合計20点（満40点）、『ファミリーコンピュータMagazine』の読者投票による「ゲーム通信簿」での評価は以下の通りとなっており、21.88点（満30点）となっている。この得点はスーパーファミコン全ソフトの中で82位（323本中、1993年時点）となっている。
| 項目 | キャラクタ | 音楽 | 操作性 | 熱中度 | お買得度 | オリジナリティ | 総合  |
| 得点 | 4.08       | 3.56 | 3.66   | 3.60   | 3.40     | 3.58           | 21.88 |